# Symplocos tubulifera
Symplocos tubulifera là một loài thực vật thuộc họ Symplocaceae. Đây là loài đặc hữu của Jamaica.